# Edamski sir
Edamski sir, nizozemskoː Edammer kaas, je vrsta nizozemskega poltrdega sira.

## Značilnosti
Na prerezu je testo slonokoščene do zlato rumene, motno svetlikajoče barve, prožno, mastno in nekoliko mehkejše kot pri gavdi. V testu so očesca okrogla ali ovalna, velikosti leče (2 do 3 mm) in sorazmerno redka. Testo je primerno za rezanje in ni mazavo. Primerno zrel edamec ima čist, mil in rahlo sladkast okus.

## Proizvodnja
Originalni edamec je v obliki krogle z rahlo sploščeno zgornjo in spodnjo ploskvijo, visoke 13 cm in težke približno 1,5 kg. Najpogosteje ima edamec obliko štruce ali valja (hleba). Teža je okoli 2 kg pri premeru hleba 15 cm, ter okoli 4 kg pri štruci, dolgi 30 in široki okoli 13 cm. Površina skorje je suha in gladka ter v originalni izvedbi povoščena z rdečim, rumenim ali brezbarvnim parafinom, danes pa sir pogosto prevlečejo s plastično folijo enakih barv. 

Čas zorenja je najmanj 5 tednov pri temperaturi 12 °C do 14 °C. Iz 100 litrov kravjega mleka pridobijo 10 do 11 kg sira. Sir vsebuje najmanj 40% maščobe v suhi snovi, od 53% do 58% vode v nemastni snovi, ter okoli 2,5% soli.

## Zgodovina
Edamski sir se imenuje po nizozemskem mestu Edam, severno od Amsterdama. Delali so ga v severnem delu province Holandije, od koder se je izdelovanje razširilo po vsej Nizozemski, danes pa praktično po vsej severni in srednji Evropi. 

Edamski sir so že pred drugo svetovno vojno izdelovali tudi v Bohinju, pod imenom »Bohinjske krogle«